# Clemmys guttata
La tortuga tacada (Clemmys guttata) és una espècie de tortuga de la família dels emídids endèmica d'Amèrica del Nord. Aquesta petita tortuga semi-aquàtica actualment és l'únic membre del gènere Clemmys. La closca dels adults arriba a mesurar entre 8 i 12 cm, és de color negre o negre blavós en la part superior amb taques grogues rodones. Les taques grogues també s'estenen pel cap, coll, cua i potes. Els mascles i les femelles es poden diferenciar per la forma del seu plastró i pel color dels seus ulls i barbeta.
Les tortugues tacades són omnívores aquàtiques que viuen en una gran varietat de medis semi-aquàtics, és a dir, zones d'aigua dolça poc profundes com els boscos inundables, pantans, praderies humides, aiguamolls i rierols en els boscos del sud del Canadà (Ontario) i de l'est dels Estats Units: a l'est dels Grans Llacs d'Amèrica del Nord i dels Apalatxes.

## Taxonomia
La tortuga tacada és l'única espècie del gènere Clemmys, que va ser creat el 1828 per Ferdinand August Maria Franz von Ritgen. Johann Gottlob Schneider va descriure originalment a l'espècie com Testudo guttatai el 1792, per això és l'autoritat esmentada pel seu actual nom binomial, Clemmys guttata .

## Morfologia

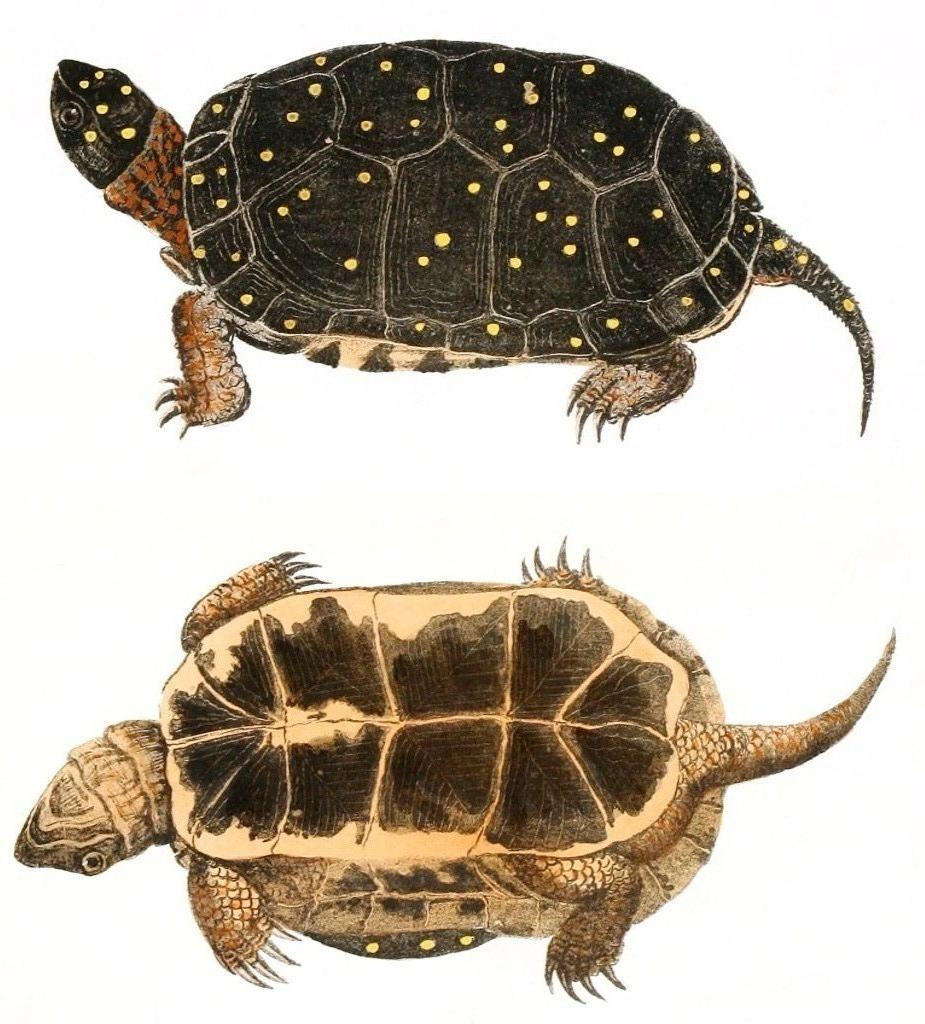
Dibuix d'un adult mostrant la part superior i la inferior.

La tortuga tacada és petita i té la pell de color gris fosc a negre. La part superior de la seva closca és llisa, no té cap protuberància que el recorri longitudinalment a la part central, i creixen fins a mesurar de 3,5 a 12,5 cm. Tenen disseminades motes taques grogues arrodonides característiques d'aquesta espècie, en una quantitat que pot anar d'un centenar fins a cap. Sense causa aparent s'ha observat que la part esquerra superior de la closca sol tenir més taques que la dreta. També té taquetes al cap, el coll i els membres. La part inferior de la closca, el plastró, és groc o ataronjat amb taques negres en cadascuna de les seves plaques, aquestes taques negres van creixent amb l'edat, fins que es torna totalment negra.
El cap és negre i la seva mandíbula és clara. A cada costat del cap té dues taques taronges. A més presenten diverses ratlles grogues de diverses grandàries. La pell de les parts dorsals de la tortuga és negra amb escasses taques grogues mentre que la pell de les parts ventrals és més acolorida, taronja, rosa o vermella. Aquestes zones amb pigmentació clara varia de color geogràficament, i la cua d'alguns individus té ratlles grogues. Els individus del sud tendeixen a tenir menys taques i més petites que les del nord.
Els mascles i les femelles es poden distingir des del naixement. El mascle de la tortuga tacada té la barbeta bronzejada, els ulls marrons i la cua llarga i ampla. La barbeta de la femella és groga, té els ulls de color taronja i la seva cua és més curta que la del mascle. A més la part inferior de la closca dels mascles és còncava mentre que la de les femelles és plana o convexa. Les femelles creixen una mica més, de mitjana, que els mascles i tenen més taques. Les cries s'assemblen molt als adults però cada placa de la part superior de la seva closca té una sola taca groga.

## Distribució

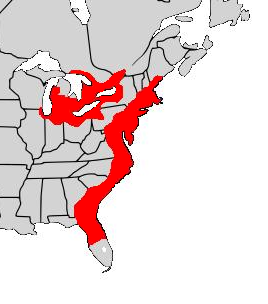
En vermell l'àrea de distribució.

La tortuga tacada s'estén des del sud de Maine, Quebec i Ontario, cap al sud per l'est dels Estats Units fins a Florida a l'est i fins a Indiana i a Ohio a l'oest. Hi ha poblacions apartades a la part canadenca de l'àrea de distribució i també en el centre d'Illinois i Geòrgia, el nord i el sud de Carolina, i Indiana. A Indiana i Illinois, l'espècie es troba només en la porció nord dels estats però es troba en la majoria de la part de la península inferior del Michigan. La seva distribució a Ohio està molt fragmentada i només cobreix dos terços de l'estat.
La tortuga clapada ocupa un variat espectre d'hàbitats, com els pantans, aiguamolls, maresmes, rierols forestals i pastures humides. A més pot viure en els corrents salobres influenciats per les marees, a més de séquies, gorgs estacionals, i praderies de joncs. Perquè aquesta tortuga pugui sobreviure en un hàbitat ha de tenir zones amb sòls tous i almenys una mica de vegetació aquàtica. Un hàbitat òptim contindria corrents lentes d'aigua i amb fons poc profunds de fons argilencs, mates de joncs, nenúfars, molses de turbera i bogues. Sovint es trobi en zones que contenen llenties d'aigua on les seves taques li serveixen de camuflatge. Les tortugues tacada eviten els embassaments i les aigües obertes i profundes.
Les tortugues tacades passen gran part del seu temps a terra, i s'escalfen prenent el sol en zones d'herba al costat de l'aigua. Les femelles durant l'època de nidificació es desplacen a terra per pondre els seus ous en un sòl assolellat. La nidificació també es pot realitzar en altres emplaçaments terrestres, com ara els dics realitzats per l'home o els nius de les rates.